# Bang Saen

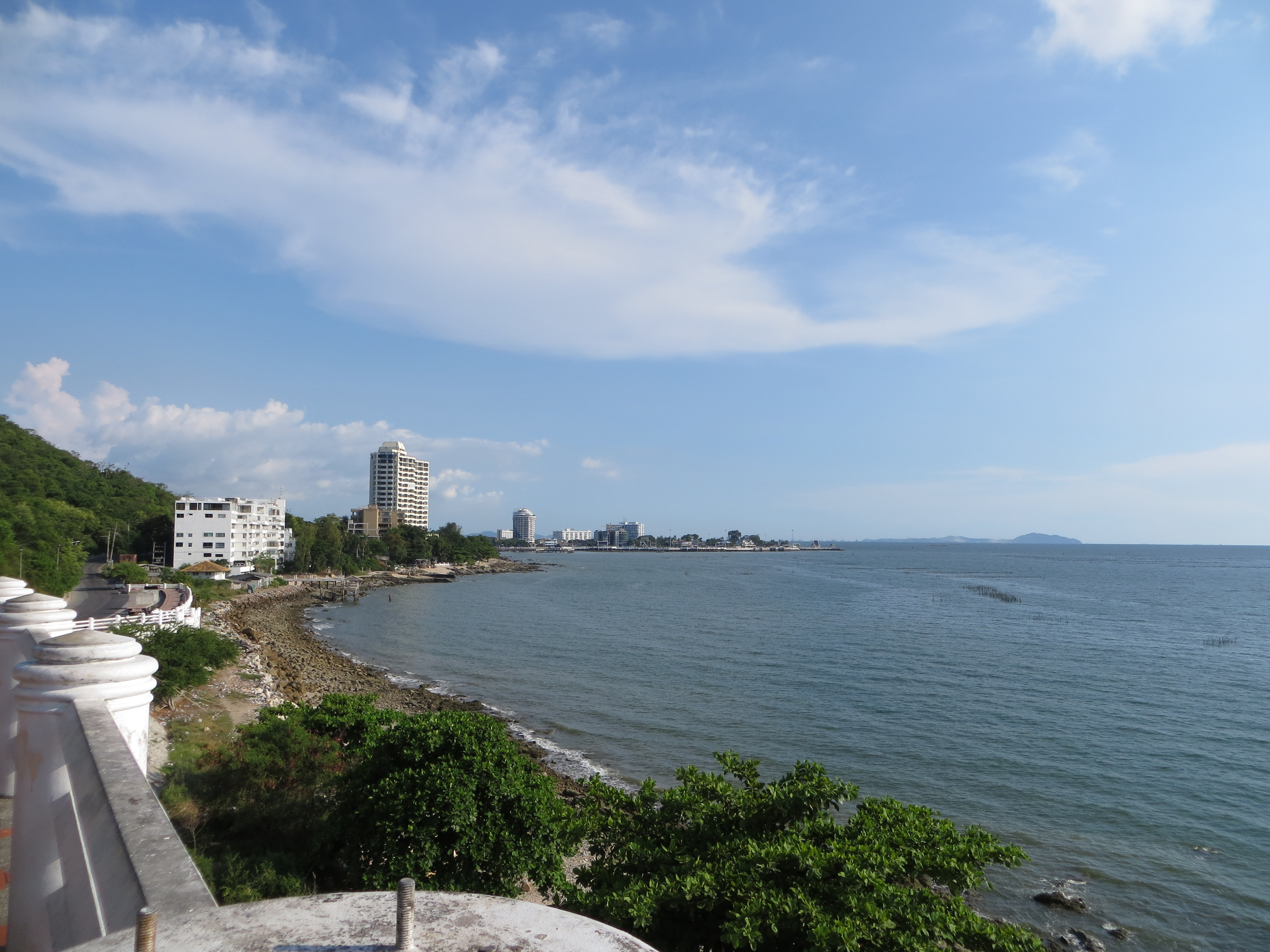
Blick auf Bang Saen

Bang Saen (Thai: บางแสน) ist ein Seebad in Thailand in der Provinz Chonburi in unmittelbarer Nähe der gleichnamigen Provinzhauptstadt. Die Kleinstadt liegt somit südöstlich von Bangkok auf halber Strecke vor Pattaya am Golf von Siam.
Bang Saen zeichnet sich durch einen großzügig angelegten Palmenstrand und Strandpromenade aus, hauptsächlich besucht von den Bewohnern der nahen Metropole Bangkok. Für den internationalen Tourismus spielt das Seebad – anders als das nahe Pattaya – praktisch keine Rolle.
Der Strand ist 2,5 km lang.
Sehenswert ist das Aquarium vom Institut für Meeresforschung der Burapha-Universität. 
Koordinaten: 13° 16′ N, 100° 56′ O

## Regelmäßige Veranstaltungen
In Bang Saen findet jedes Jahr, Ende Oktober/Anfang November, ein Motorradtreffen (Bike Week) statt.